# Princeton (Kentucky)
Princeton es una ciudad ubicada en el condado de Caldwell en el estado estadounidense de Kentucky. En el Censo de 2020 tenía una población de 6270 habitantes y una densidad poblacional de 268,64 personas por km².

## Geografía
Princeton se encuentra ubicada en las coordenadas 37°6′23″N 87°53′6″O / 37.10639, -87.88500. Según la Oficina del Censo de los Estados Unidos, Princeton tiene una superficie total de 23.34 km², de la cual 23.28 km² corresponden a tierra firme y (0.26%) 0.06 km² es agua.

## Demografía
Según el censo de 2010, había 6329 personas residiendo en Princeton. La densidad de población era de 271,21 hab./km². De los 6329 habitantes, Princeton estaba compuesto por el 87.83% blancos, el 9.01% eran afroamericanos, el 0.16% eran amerindios, el 0.44% eran asiáticos, el 0.03% eran isleños del Pacífico, el 0.46% eran de otras razas y el 2.07% pertenecían a dos o más razas. Del total de la población el 1.2% eran hispanos o latinos de cualquier raza.